# Чишмя (Молдова)
Чишмя (рум. Cișmea) — село в Оргіївському районі Молдови. Входить до складу комуни, адміністративним центром якої є село Пеліван.

## Населення
За даними перепису населення 2004 року у селі проживали 1478 осіб.
Національний склад населення села:
| Національність       | Кількість осіб | Відсоток   |
| -------------------- | -------------- | ---------- |
| молдавани румуни     | 1463 5         | 99,0% 0,3% |
| українці             | 4              | 0,3%       |
| росіяни              | 2              | 0,1%       |
| інша / без відповіді | 4              | 0,3%       |
| Всього               | 1478           | 100%       |